# Октябрьский сельсовет (Усманский район)
Октябрьский сельсове́т — сельское поселение в Усманском районе Липецкой области. 
Административный центр — село Октябрьское.

## История
В соответствии с законами Липецкой области №114-оз от 02.07.2004 и №126-оз от 23.09.2004 сельсовет наделён статусом сельского поселения, установлены границы муниципального образования.

## Население
| 2010  | 2012  | 2013  | 2014  | 2015  | 2016  | 2017  |
| ----- | ----- | ----- | ----- | ----- | ----- | ----- |
| 2079  | ↘2069 | ↗2156 | ↘2142 | ↘2132 | ↗2154 | ↗2201 |
| 2018  | 2021  |       |       |       |       |       |
| ↘2190 | ↗2418 |       |       |       |       |       |

## Состав сельского поселения
| № | Населённый пункт | Тип населённого пункта       | Население |
| - | ---------------- | ---------------------------- | --------- |
| 1 | Аксай            | село                         | →251      |
| 2 | Октябрьское      | село, административный центр | ↘1823     |